# Nycteola combinata
Nycteola combinata är en fjärilsart som beskrevs av Edward Alfred Cockayne 1951. Nycteola combinata ingår i släktet Nycteola och familjen trågspinnare. Inga underarter finns listade i Catalogue of Life.